# Покојник (филм)
Покојник је југословенска телевизијска драма из 1990. године. Режирао ју је Александар Мандић по комедији Бранислава Нушића.

## Улоге
| Глумац            | Улога                            |
| ----------------- | -------------------------------- |
| Милош Жутић       | Спасоје Благојевић               |
| Предраг Ејдус     | Инжењер Павле Марић              |
| Неда Арнерић      | Рина Марић - супруга             |
| Горан Султановић  | Милан Новаковић                  |
| Миленко Павлов    | Анта Милосављевић                |
| Маја Сабљић       | Вукица - Спасојева ћерка         |
| Тихомир Арсић     | Љубомир Протић - Вукицин вереник |
| Ружица Сокић      | Агнија - Вукицина тетка          |
| Радош Бајић       | Полицијски агент                 |
| Бранко Цвејић     | Господин Ђурић                   |
| Александар Груден | Адолф Шварц                      |
| Милан Гутовић     | Младен Ђаковић                   |
| Данило Лазовић    | Аљоша - грађевински радник       |
| Милан Михаиловић  | Миле - Ринин љубавник            |
| Татјана Пујин     | Ана - собарица                   |
| Сима Јанићијевић  |                                  |